# 格奥尔格·米夏埃利斯
格奥尔格·米夏埃利斯（德語：Georg Michaelis，1857年9月8日—1936年7月24日），德国的法学家、政治家。第一次世界大战中的1917年7月14日至10月31日期间的德意志帝国第6任帝国宰相，在职仅15个星期。他是第一个非貴族出身的首相。

## 生平
米夏埃利斯出生于普鲁士西里西亚省的海瑙，在法兰克福长大。1876年到1884年在布雷斯劳大学、莱比锡大学和维尔茨堡大学学习法学，成为一名法律学博士。
1879年成为德國官吏，1885年到1889年間獲日本政府聘用、作为德国社会科学院法学院的法学教授在东京生活和执教。1892年重返德國政府，1909年任财政部副国务秘书。第一次世界大战中任國家糧食處處長。同年7月14日受最高军事统帅部之命组织新政府，在任期间庸碌无为，对和平谈判未作任何努力，最后失去议会的支持，并为军方唾弃，被迫于1917年10月31日辞职。1918年3月至1919年4月主持波美拉尼亚事务，之后从事新教教会组织工作和学生福利事业，并成为德国国家人民党(DNVP)保皇派成员。1921年，他出版了自己的回忆录《我们一生──为了国家和人民》（Für Staat und Volk. Eine Lebensgeschichte）。1936年7月24日在巴特薩羅-比斯科夫去世，享年78岁。